# Судак Валентина Омелянівна
Валентина Омелянівна Суда́к (22 листопада 1922, Підлипне — 3 липня 2010, Київ) — український шевченкознавець.

## Біографія
Народилася 22 листопада 1922 року в селі Підлипному (нині Конотопський район Сумської області, Україна) в учительській сім'ї. 1948 року закінчила філологічний факультет Київського університету.
Після здобуття фахової освіти працювала у Державному музеї Тараса Шевченка у Києві. Померла у Києві 3 липня 2010 року.

## Наукова діяльність
Досліджувала літературну і художню творчості, біографію Тараса Шевченка. Автор понад 100 публікацій, співавтор путівників по Національному музею Тараса Шевченка, каталогів шевченківських виставок, методичних видань. Серед робіт:
- «Участь Т. Г. Шевченка в ілюструванні російських книжкових видань 40-х рр. ХІХ ст.» (1959);
- «Малярська спадщина Т. Г. Шевченка доакадемічного періоду» (1961);
- «Портрети роботи Т. Г. Шевченка» (1961);
- «Т. Г. Шевченко і В. І. Штернберг» (1963);
- «В сім'ї вольній, новій» (1963, у співавторстві);
- «По сторінках повісті „Художник“» (1964);
- «З досліджень про Т. Г. Шевченка» (1968);
- «До історії декабристських зв'язків Шевченка (Т. Г. Шевченко і О. В. Капніст)» (1976);
- «З нових надходжень до музею Т. Г. Шевченка» (1979, у співавторстві з Глафірою Паламарчук);
- «До біографії Т. Г. Шевченка раннього періоду» (1983);
- «З розшуків про малярські твори: Заповіт декабриста. Березанський портрет» (1985);
- «Малюнки за кордоном» (1986);
- «Шевченко ї російський видавець К. Т. Солдатьонков» (1988);
- «Рання творчість Шевченка-художника» (1989);
- «Сторінки діяльності Т. Г. Шевченка-ілюстратора» (1989);
- «Шевченкіана В. В. Тарновського» (1995);
- «Нові експонати Державного музею Т. Шевченка» (1995, у співавторстві з Ольгою Поляничко);
- «Навколо ідентифікації малярських творів Шевченка» (2004).

Брала участь в підготовці 10-ти «Повного зібрання творів Тараса Шевченка» (1961—1964), 6-ти томного «Повного зібрання творів Тараса Шевченка» (1963), збірника «Т. Г. Шевченко. Документи та матеріали до біографії» (1975), 12-ти томного «Повного зібрання творів Тараса Шевченка» (2003—2015). Автор статей до Шевченківського словника та Шевченківської енциклопедії, до Української літературної енциклопедії та Енциклопедії сучасної України.
Протягом тридцяти років консультувала працівників Міністерства культури, брала особисту участь у побудові експозицій літературних музеїв України.